# EMG 830
Az EMG 830 az első és egyetlen magyar fejlesztésű, sorozatban gyártott tranzisztoros 2. generációs, kereskedelmi célú számítógép-család.

## Története
A gép fejlesztését 1966-ban kezdték el, többek között Klatsmányi Árpád közreműködésével, aki ekkor digitális főkonstruktőri pozíciót kapott. A számítógépet főleg ügyviteli és folyamatirányítási feladatok ellátására szánták. A gép felépítése moduláris, az egységek lemezeken helyezkedtek el és ún. mikrokardok – egységes csatlakozórendszerrel ellátott, néhány elektronikai elemet tartalmazó kisebb kártyák – alkották azokat. Operatív memóriája ferritgyűrűs kialakítású volt. Egyes források szerint a gép eredetileg egy Honeywell gyártmányú számítógépmodell másolata volt.
A gyártást 1968-ban kezdték meg az Elektronikus Mérőkészülékek Gyárában (EMG). A gépcsalád fejlesztését 1970-ben tekintették lezártnak. A gépből 10, 20, 30 és 40 típusjelű változatok készültek, a típusok nem mind ugyanazt a szóhosszt alkalmazták, pl. a 830-10 gépi szavát 3×7 bit és egy paritásbit alkotta, míg a 830-20 típus 24 bites szót használt. A 830-as típusból összesen 15 darab készült.